# Northampton (hrabstwo Suffolk)
Northampton – jednostka osadnicza w Stanach Zjednoczonych, w stanie Nowy Jork, w hrabstwie Suffolk.